# Ксингмул (язык)
Ксингмул — австроазиатский язык.

## Диалекты
Диалекты:
- Ksingmul Nghệt
- Ksingmul Dạ
- Ksingmul Đồng